# Na baště sv. Ludmily
Na baště sv. Ludmily je ulice na Hradčanech v Praze, která tvoří oblouk severně nad Mickiewiczovou ulicí. Nazvána je podle bašty svaté Ludmily, která byla součást barokního opevnění Pražského hradu Mariánské hradby. Podobně jako nedaleká ulice Na baště sv. Tomáše kopíruje tvar bývalého opevnění postaveného na přelomu 17. a 18. století. Začátkem 20. století došlo k bourání hradeb a u bašt vyrostla vilová čtvrť považována za nejluxusnější lokalitu v Praze.
V letech 1910–1913 na baštách sv. Jiří, sv. Ludmily a sv. Tomáše postavili většinou řadové „kotážové“ domy, vily a dvojdomy. 
Kolem ulice je park Charlotty G. Masarykové (dříve Park nebo sad u Písecké brány), kulturní památka České republiky od roku 1971.

## Budovy, firmy a instituce
- Park Charlotty G. Masarykové - Na baště sv. Ludmily[6]
- vila s malovanou fasádou - Na baště sv. Ludmily 9[7]